# Pierre-Paul Savoie
Pour les articles homonymes, voir Savoie (homonymie).
Pierre-Paul Savoie, né à Maria au Québec le 14 janvier 1955 et mort le 31 janvier 2021 à Montréal, est un danseur, chorégraphe et directeur de compagnie de danse au Québec. En 1989, il fonde sa compagnie PPS Danse basée à Montréal.

## Biographie
Pierre-Paul Savoie a étudié la danse moderne à l’Université Concordia de Montréal et le théâtre à l’École nationale de théâtre du Canada. Il fonde sa propre compagnie de danse contemporaine, PPS Danse, en 1989.
Artiste multidisciplinaire, il a collaboré avec de nombreux artistes québécois comme danseur et chorégraphe, et a contribué à un grand nombre d’événements au nombre desquels figurent le défilé du 350e anniversaire de Montréal (1992) et le spectacle rendant hommage à la musique du Cirque du Soleil qui a été donné lors du Festival international de jazz de Montréal de 1995. En 1996, il reçoit, conjointement avec Jeff Hall, le Prix Jacqueline-Lemieux du Conseil des Arts du Canada et le 21 février 2008, le prix Hommage-Rideau en reconnaissance de sa contribution au développement de la danse au Québec. En 2004, il reçoit le prix Attitude du Réseau des organisateurs de spectacles de l’Est du Québec, puis en 2015, le Prix de l’action culturelle de la Ville de Montréal. En 2011, il crée Danse Lhasa Danse, un hommage à la chanteuse Lhasa de Sela, décédée en 2010, mêlant danse et musique dans une performance.
Il a été président du Regroupement québécois de la danse de 1999 à 2004.
Il décède de complications d’un cancer après deux ans de lutte.